# Eurovision Song Contest 1977
Eurovision Song Contest 1977 blev holdt i London, som allerede havde været værtsby 3 gange tidligere. Det var dog ikke helt uden problemer, da der var strejke blandt BBC's kamerafolk, hvilket gjorde at showet blev udsat i 5 uger fra den oprindelige dato.
Tunesien havde som det første afrikanske land tilmeldt sig, men trak sig da Israel gjorde klart at de ville deltage.
Sprogreglerne blev strammet igen, men da Belgien og Vesttyskland allerede havde valgt deres sang på det tidspunkt fik de lov til at fremføre deres sange på engelsk.

## Deltagere og resultater
| Land (Sprog)   | Solist                             | Sang (Uofficiel oversættelse)    | Plads. | Point |
| -------------- | ---------------------------------- | -------------------------------- | ------ | ----- |
| Irland         | The Swarbriggs plus Two            | It's nice to be in love again    | 3      | 119   |
| Monaco         | Michèle Torr                       | Une petite française             | 4      | 96    |
| Holland        | Heddy Lester                       | De mallemolen                    | 12     | 35    |
| Østrig         | Schmetterlinge                     | Boom boom boomerang              | 17     | 11    |
| Norge          | Anita Skorgan                      | Casanova                         | 14     | 18    |
| Vesttyskland   | Silver Convention                  | Telegram                         | 8      | 55    |
| Luxembourg     | Anne Marie                         | Frère Jacques                    | 16     | 17    |
| Portugal       | Os Amigos                          | Portugal no coracão              | 14     | 18    |
| Storbritannien | Lynsey de Paul & Mike Moran        | Rock bottom                      | 2      | 121   |
| Grækenland     | Pascalis, Marianna, Robert & Bessy | Mathema solfege                  | 5      | 92    |
| Israel         | Ilanit                             | Ah-haa-vah hee shir lish-naa-yim | 11     | 49    |
| Schweiz        | Pepe Lienhard Band                 | Swiss lady                       | 6      | 71    |
| Sverige        | Forbes                             | Beatles                          | 18     | 2     |
| Spanien        | Micky                              | Enseñame a cantar                | 9      | 52    |
| Italien        | Mia Martini                        | Liberà                           | 13     | 33    |
| Finland        | Monica Aspelund                    | Lapponia                         | 10     | 50    |
| Belgien        | Dream Express                      | A million in one, two, three     | 7      | 69    |
| Frankrig       | Marie Myriam                       | L'oiseau et l'enfant             | 1      | 136   |